# Cenacolo di Santa Maria Novella

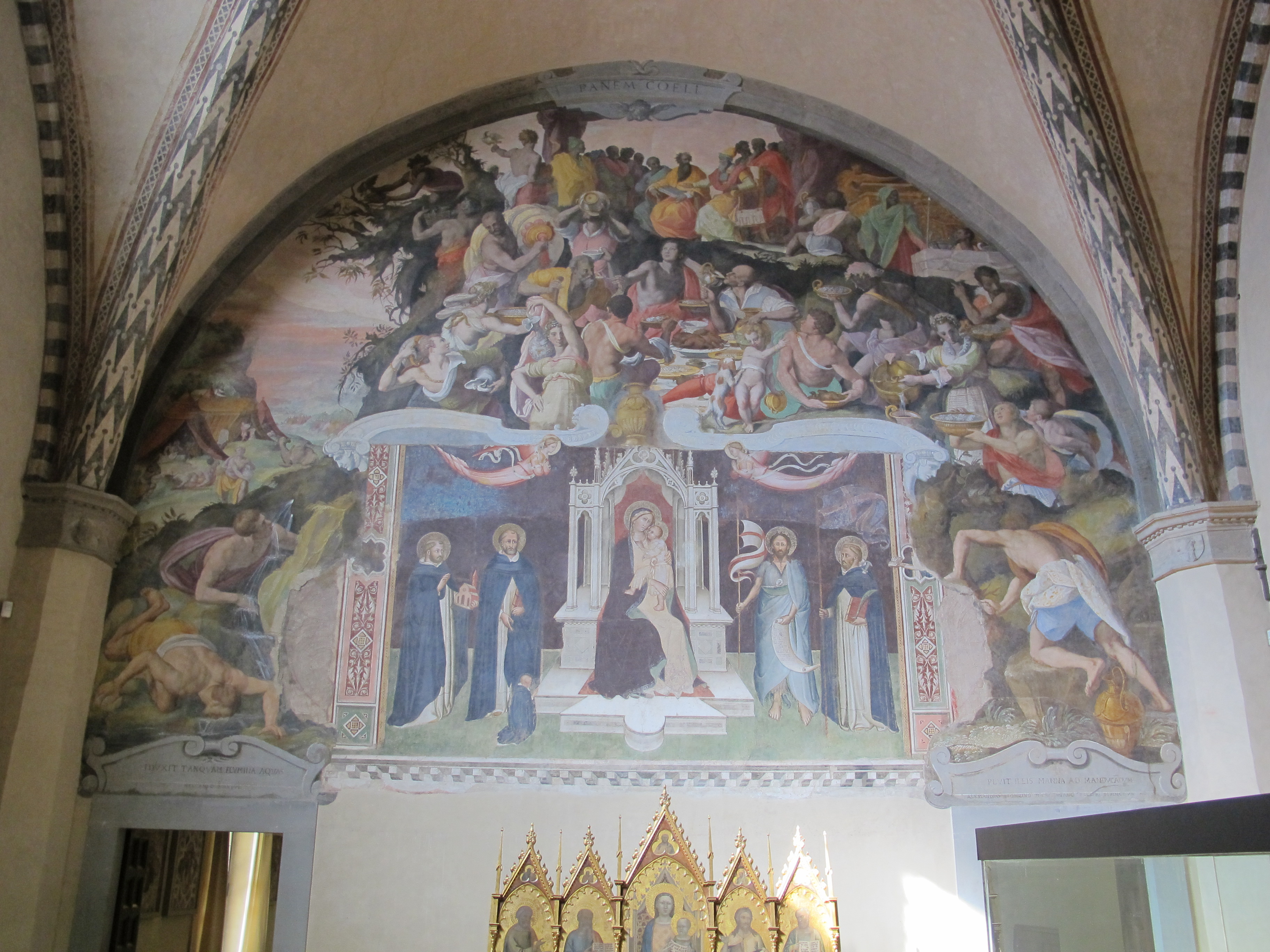
Storie di Mosè

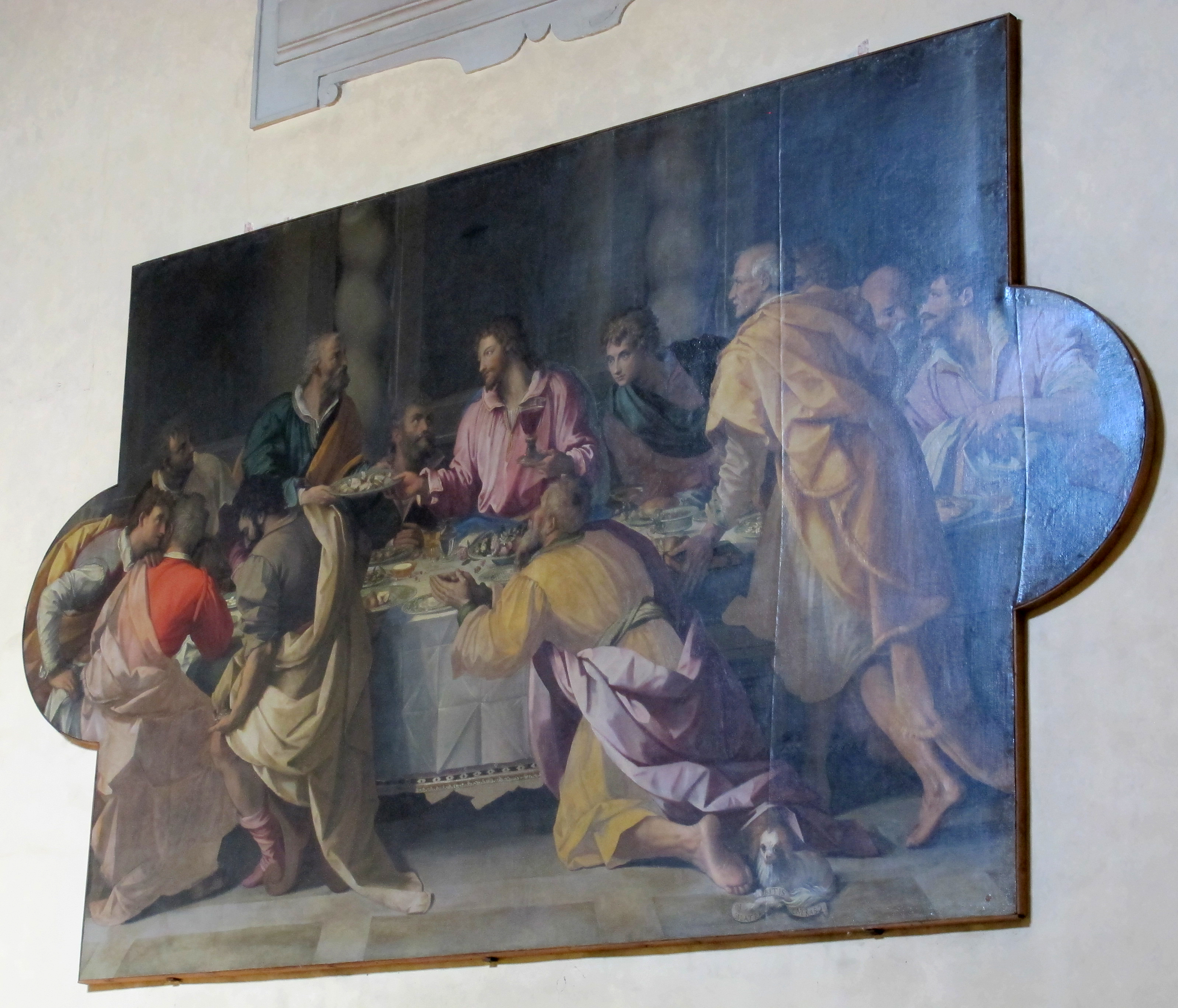
Ultima cena

Il Cenacolo di Santa Maria Novella è un complesso decorativo composto da un olio su tela dell'Ultima Cena e un affresco con Storie di Mosè (310x520 cm) di Alessandro Allori, databile al 1585-1597 circa e conservato nel Museo di Santa Maria Novella a Firenze.

## Storia
Il grande refettorio del convento domenicano era in antico decorato da una Madonna col Bambino e santi della scuola di Agnolo Gaddi. Per rinnovare l'ambiente e non distruggere la venerata pittura, i frati commissionarono all'artista ormai maturo una serie di affreschi da corredare, al centro, da una tela con l'Ultima Cena che fosse solamente appoggiata alla parete. Sebbene il piano iconografico fosse stabilito dall'inizio, come dimostra un disegno con la prima idea per tutto il complesso (GDSU, 741F), la tela fu dipinta per prima e gli affreschi aggiunti in un secondo momento.
Il complesso venne stimato la ragguardevole cifra di 200 scudi, ma alla fine il pittore, per umiltà, ne accettò solo 130. Assai stimato per tutto il XVII secolo, era ricordato nella guida di Bocchi-Cinelli come "il più maestoso Cenacolo che si possa vedere"
Perduta la cornice originale della tela, in legno dorato con lo stemma domenicano, oggi il percorso museale valorizza anche l'affresco trecentesco, esponendo il dipinto sulla parete attigua.

## Descrizione e stile
L'opera è una delle redazioni più originali del tema dell'Ultima cena a Firenze, che ha una lunga tradizione nella decorazione dei conventi, fin dal XIV secolo. Allori, che aveva già dipinto questo tema ispirandosi molto strettamente al cenacolo di Andrea del Sarto, rivoluzionò il tema, movimentando la tradizionale tavolata, con la mensa per lungo parallela al piano della parete, con le figure degli apostoli, che si alzano e si piegano in avanti verso il Cristo al centro, valorizzando l'insolita forma dell'opera, rettangolare ma dotata di due appendici semicircolari sui lati brevi. Oltre che all'annuncio del tradimento, che sconvolge gli Apostoli, la scena sembra includere anche il tema dell'istituzione dell'eucaristia, a cui allude il calice di vino sollevato da Cristo.
Sullo sfondo scuro e geometrico, con due colonne tortili, si stagliano i colori brillanti delle vesti degli apostoli, spesso accordate a toni setosi e cangianti, e arricchite da pieghe frastagliate. Evidente è anche il fasto del Cinquecento maturo, col moltiplicarsi delle vivande, dei vasellami e dei servi.
L'affresco circostante rappresenta Mosè fa scaturire l'acqua dalla roccia, l'Arrivo delle quaglie e la Caduta della manna. Un groviglio di corpi nelle più svariate pose, spesso innaturalmente attorcigliate a serpentina, arriva quasi fino al limite della lunetta, contrastando ancora una volta con lo schema geometrico dello sfondo dell'Ultima cena.
Il significato complessivo dell'opera è un'allegoria dell'amore di Dio che nutre l'uomo col pane dal cielo e con l'eucaristia.